# Río Aquio
Le río Aquio  ou caño Aque est une rivière de Colombie et un affluent du Rio Negro donc un sous-affluent de l'Amazone.

## Géographie
De 140 km de longueur, le río Aquio prend sa source dans le sud-est du département de Guainía, au sud du corregimiento départemental de Puerto Colombia. Il coule ensuite vers le nord puis le nord-est avant de rejoindre le río Guainía sur la droite à la frontière brésilienne, au niveau de la localité de Puerto Colombia.